# Digital zoom
Digital zoom er en funktion i et kamera, hvor billedet forstørres af den indbyggede software. Problemet med den type zoom er, at mængden af informationer i billedet ikke øges, da de er afhængige af hvad der ses igennem kameraets objektiv. I stedet tages den midterste del af billedet og forstørres op til at fylde hele billedrammen. Det samme resultat vil man kunne opnå ved efterfølgende at bearbejde billedet i et billedbehandlingsprogram som Photoshop, Paint shop pro eller Gimp.